# 城ノ山古墳 (堺市)
城ノ山古墳（じょうのやまこふん）は、大阪府堺市北区百舌鳥西之町に所在した前方後円墳。西方にある定の山古墳（じょうのやまこふん）とは読みが同じだが、別古墳である(近隣に所在する堺市立陵南中学校校歌の歌詞にも松風すがしきじょうのやまと唄われている)地元の年配者の話では、巨大な松林が形成されていた。
1950年（昭和25年）に土砂採取により消滅したが、直前に森浩一らによって竪穴式石室が調査されている。

## 概要
名前の示す通り、かつて中世に城郭として(西村砦、射場城とも)利用されており、調査前から墳丘はかなり改変を受けていた。さらに土砂の採取がかなり進んでいたため、緊急の調査は後円部中央に残存していた竪穴式石室を中心に行なわれた。
全長77メートル、後円部径53メートル、高さ7.2メートルの前方後円墳で、墳丘の東側外周には幅7.5メートルの空堀が半周していた。後円部は原形をよくとどめていたが、前方部は北西部が拡張され、原形をとどめていなかった。前方部の本来の幅は60メートルと推定される。

### 石室の構造
石室の全長は6.7メートル、幅は東端と西端とも1.5メートルときれいな長方形であった。石室の底には細かい礫を約13センチの厚さに敷き、その下は墳丘盛土であった。石室の底から石室上面までは107センチしかなく、天井石も全く残っていなかったので、すでに、上部がかなり削平されていた事がわかる。石室の構築材には厚さ5センチ幅の安山岩の割石が使用されていた。

### 副葬品の状況

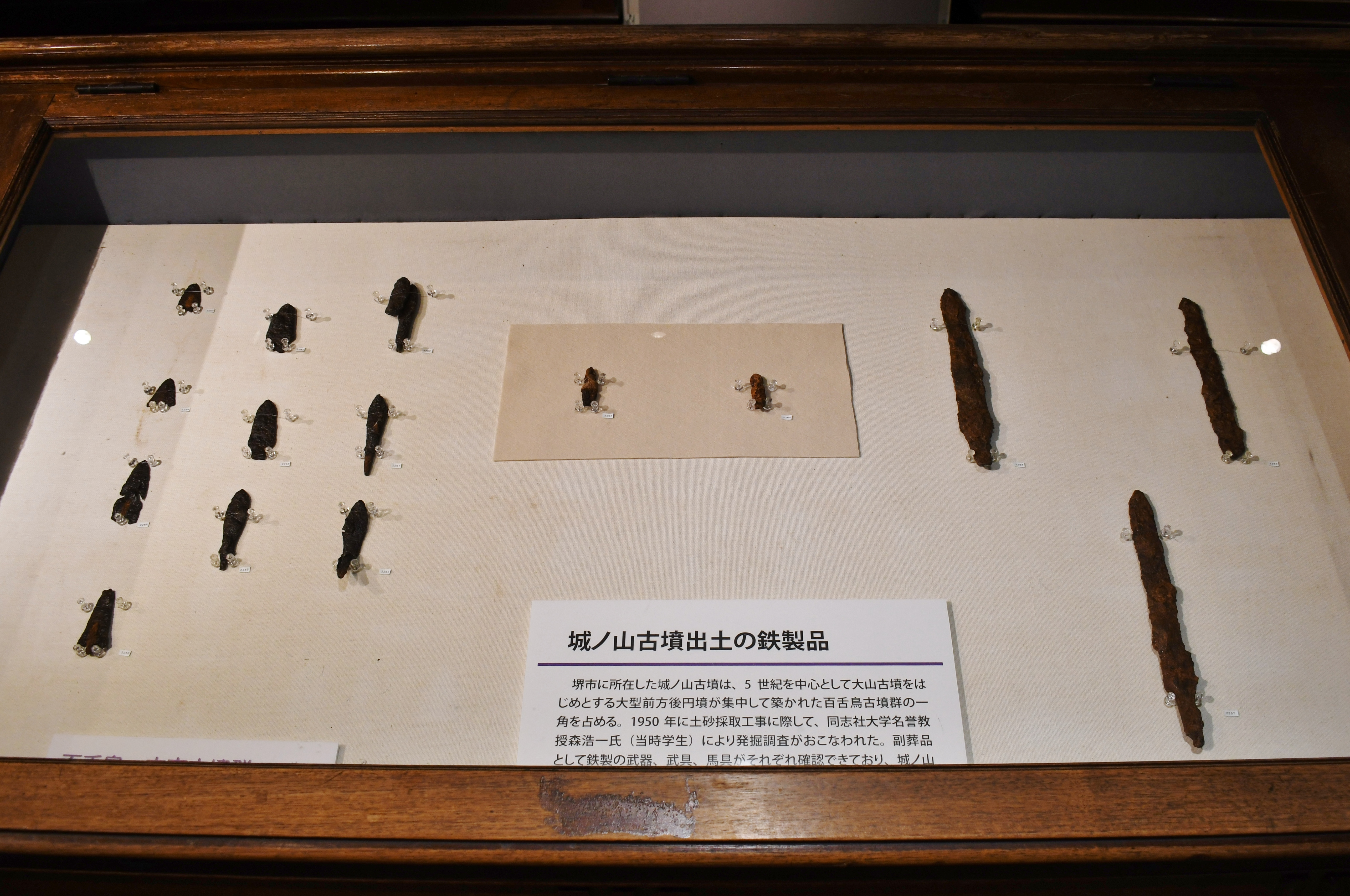
鉄製品同志社大学歴史資料館展示。

石室内からは木盾2枚、短甲二領、眉庇付冑1鉢、小札束（挂甲）2束、短刀3本、鉾4本、剣9本、直刀15本、鉄鏃束60本1束、鉄鏃群2群、釘状鉄製品1本、不明隅金具1点、勾玉点、管玉21点、ガラス製小玉1点、平玉3点、丸玉1点、ガラス棒2点が発掘された、また攪乱土中から、鞍金具2点、金銅製の帯金具2点、銅鏡片3面、石突1本が検出された。
遺物に眉庇付冑に加えて挂甲があることから時期的には5世紀後半が想定される。